# Palazzo degli Affari (Firenze)
Il palazzo degli Affari si trova in piazza Adua a Firenze, di lato alla stazione di Santa Maria Novella.

## Storia e descrizione
Il palazzo degli Affari è stato progettato dall'architetto Pierluigi Spadolini ed è adibito ad uso congressuale. 
Inaugurato nel 1974, è una moderna struttura di 4 000 m², ha una capacità complessiva di 1 800 persone ed accoglie convegni e manifestazioni espositive, poster session, sale stampa, défilé di alta moda oltre a colazioni di lavoro e gala dinner.
Dall'attico del palazzo si può ammirare il panorama di Firenze e dell'ampio parco secolare che collega la struttura del palazzo dei Congressi.

## Altre immagini

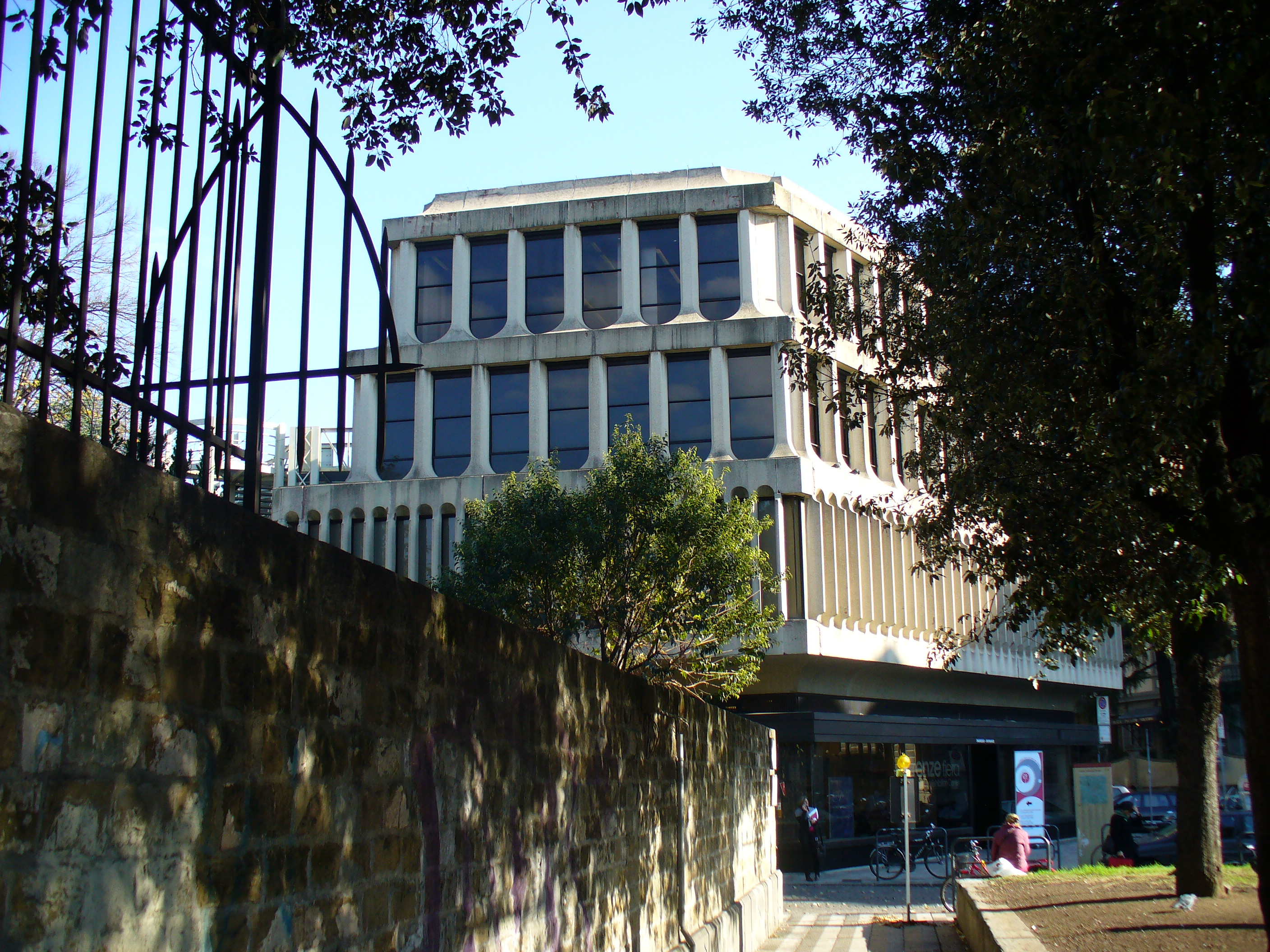
Vista
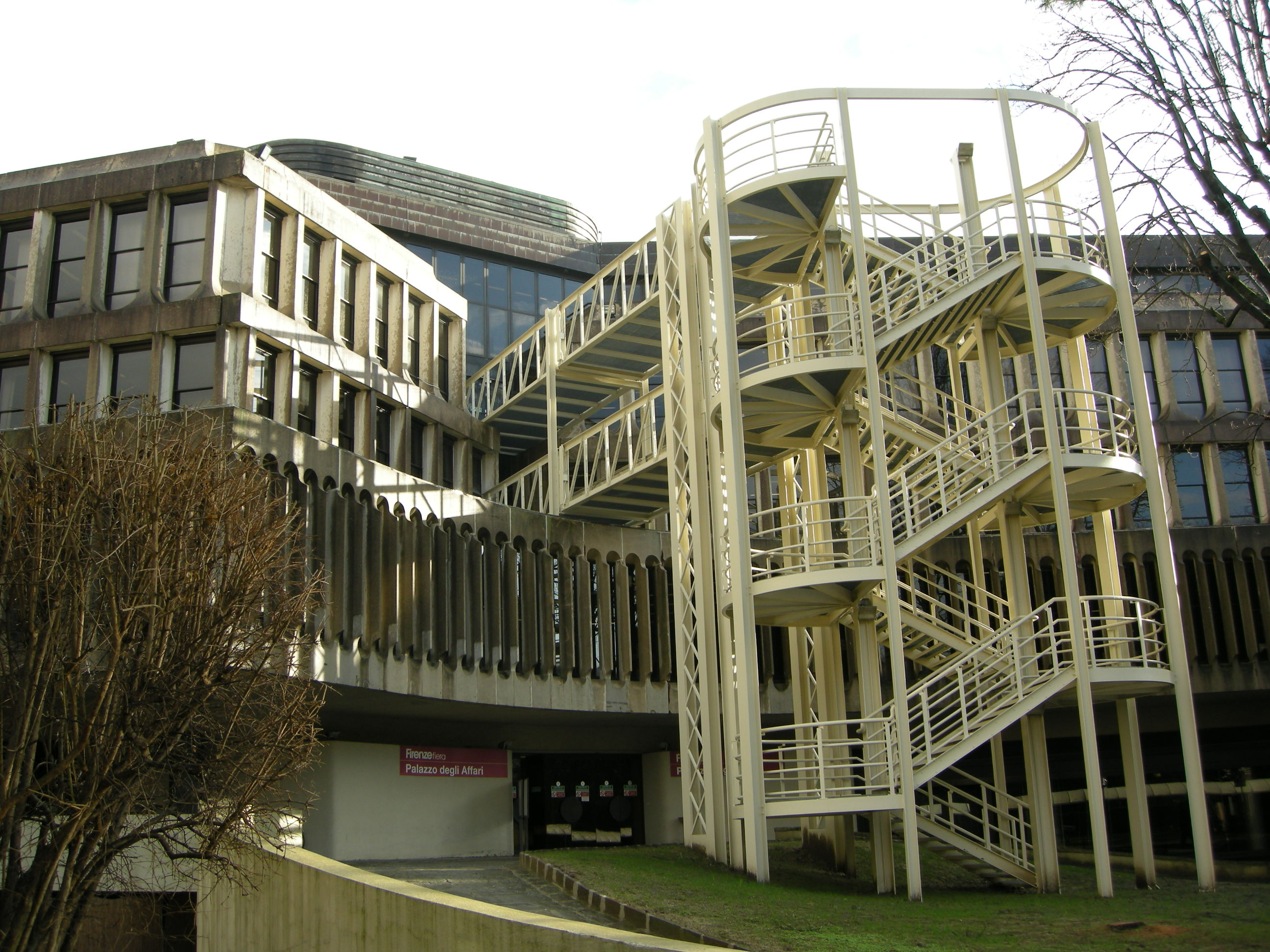
Retro